# Jakob (Familie)
Die Jakob sind eine Familie von Trogen im Schweizer Kanton Appenzell Ausserrhoden, die unter anderen als Landweibel und Textilunternehmer tätig waren. 

## Geschichte
Der 1498 aus Schwyz zugewanderte Jost Jakob und sein Sohn, Landesseckelmeister Paul Jakob, waren im 16. Jahrhundert die führenden Leinwandhändler im Flecken Appenzell. Wegen seines Bekenntnisses zum neuen Glauben emigrierte Paul Jakob im Jahr 1588 nach Gais. In vier Generationen versahen fünf seiner direkten Nachkommen von 1613 bis 1754 insgesamt 106 Jahre lang das Amt des Landweibels von Appenzell Ausserrhoden. 
Im 19. Jahrhundert wandten sich ihre Nachfahren der Textilindustrie zu. Unter ihnen befanden sich zwei Ausserrhoder Landesstatthalter, wovon einer mit Namen Johannes Jakob auch Ständerat war. Mehrere Jakob waren Besitzer bedeutender Textilhandelshäuser in St. Gallen (Johannes Jakob), Paris und Mexiko. Sie nahmen zum Teil das St. Galler Bürgerrecht an.